# Очаг

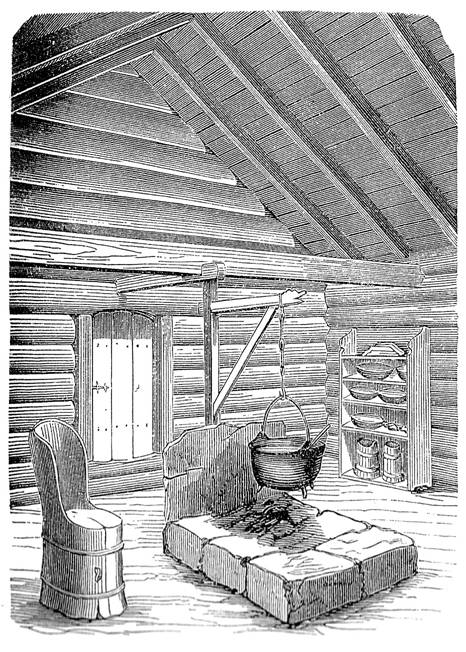
Открытый очаг в норвежской избе XVII века, гравюра 1862 г.

Очаг (узб. o'choq; кирг. очок; каз. ошақ; арм. օջախ; азерб. ocaq/оҹаг, чув. вочах/вучах) — место или устройство для разведения и поддержания огня. Слово имеет тюркское происхождение.

## История

### Первобытное общество
Первые свидетельства использования людьми огня относятся к стоянкам древнего человека в Восточной Африке. Исследованная в 2009 году стоянка близ моста дочерей Иакова в Израиле доказывает применение огня H. erectus или H. ergaster (человеком работающим) примерно 790—690 тысяч лет назад. В основном, очагом для этого огня служили камни, сложенные кругом. Такие кострища, зачастую, являлись центром всей общины.

### Древний мир
В зороастризме алтарём и священным местом служил большой сосуд с огнём. Среди казахских племён имеется племя «ошакты». Тамга у этого племени представляет собой треугольник, смотрящий одним углом вверх. В древности треугольная форма тамги могла соответствовать самому названию племени ошакты (ошак — очаг, то есть — «очажные») и являться графическим изображением треноги, на которой готовили пищу кочевники с древних времён.

### Средневековье
Средневековый очаг являлся неотъемлемой частью жилища. В печах готовили, с их помощью обогревались в холодные дни. С его помощью в Скандинавии и на Руси топили бани и сауны. Русские избы до появления печей обогревались разведением огня в очаге, сложенном из камней с открытым верхом, дым от которого «по-чёрному» выходил через входную дверь, а позже — через волоковые оконца.

### С XX века и по наши дни
Сейчас очаг в западном мире является декоративным элементом дома (камин), однако, для значительной части населения Земли очаг находит себе практическое применение.

### В культуре, искусстве

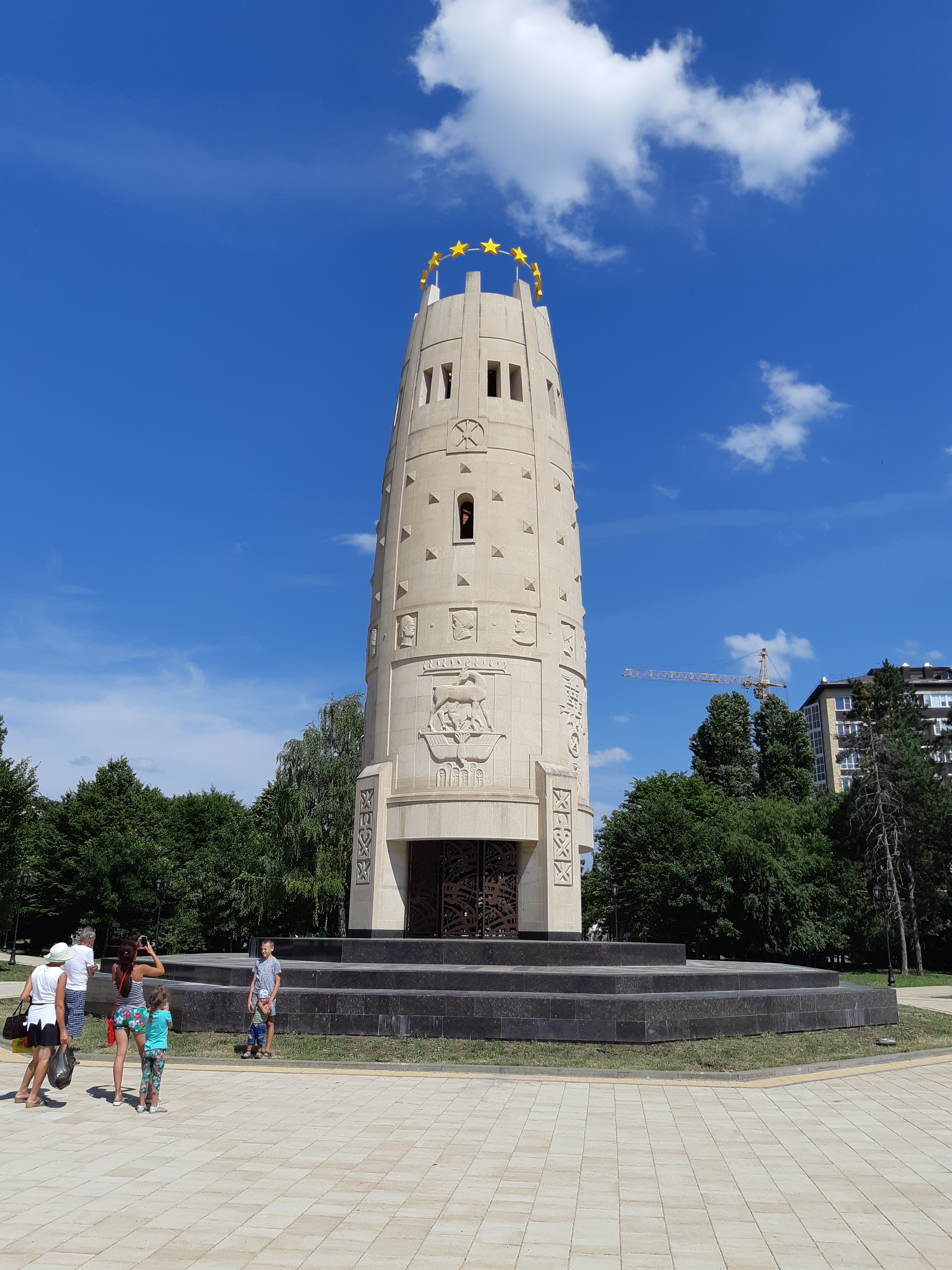
Очаг. Монумент Памяти и Единения в Майкопе

В Майкопе установлен Монумент Памяти и Единения жертвам Кавказской войны заслуженного художника Адыгеи Абдуллаха Берсирова, выполненный в виде адыгского очага.
Очаг один из самых выразительных элементов адыгской архитектуры и с ним связаны много обрядов, которые в совокупности могут быть выделены как понятие «очажная культура». В частности: один раз в год из очага выстреливали в небо, чтобы злой дух не проник в жилье. Очаг — одно из отражений философии народа — быть в единстве с природой, он также является символом гостеприимства, изобилия и миролюбия. Пожар Войны погасил тысячи очагов… Идея проекта — создание единого очага для всех адыгов и для приглашения других народов к теплу, к диалогу и взаимопониманию.